# Sverre Nilsson
Nils Sverre Hartvig Nilsson (ur. 7 stycznia 1899, zm. 18 lipca 1961) – szwedzki zapaśnik walczący w stylu wolnym. Olimpijczyk z Paryża 1924, gdzie zajął dziewiąte miejsce w wadze piórkowej.
Wicemistrz kraju w stylu klasycznym w 1927 roku.

## Letnie Igrzyska Olimpijskie 1924
| Konkurencja      | Rundy eliminacyjne     | Klas. końcowa |
| Konkurencja      | 1/8                    | Miejsce       |
| ---------------- | ---------------------- | ------------- |
| 61 kg styl wolny | Calixte Delmas (FRA) P | 9.            |